# Zbigniew Bocheński (historyk)
Zbigniew Bocheński (ur. 4 listopada 1901 w Krośnie, zm. 1 sierpnia 1976 w Krakowie) – polski historyk i muzealnik specjalizujący się w bronioznawstwie.

## Życiorys
Syn Zygmunta i Heleny z Tałasiewiczów. Absolwent IV Gimnazjum Realnego im. Henryka Sienkiewicza w Krakowie (1912–1920), później Wydziału Historii Sztuki i Prehistorii Uniwersytetu Jagiellońskiego, ze stopniem doktora filozofii (1921–1926). Od 1923 asystent w Muzeum Sztuki i Archeologii UJ, a od 1929 kustosz Muzeum Narodowego w Krakowie. W latach 1930–1950 sekretarz Związku Muzeów w Polsce oraz redaktor Pamiętnika Muzealnego, sekretarz innych komisji i komitetów konserwacji zabytków, a także sekretarz naukowy Komisji Historii Sztuki Akademii Umiejętności (1931–1936). W 1932 ożenił się z Anną Misiąg. 
W czasie II wojny światowej brał udział w ukrywaniu i ratowaniu przed okupantem zbiorów muzeum, takich jak obraz Hołd pruski Jana Matejki. Po wojnie kierował działami militariów i sztuki cechowej oraz ustaleniem strat wojennych muzeum, od 1950 na stanowisku zastępcy dyrektora ds. naukowych. aż do przejścia na emeryturę w 1971. W 1955 uzyskał tytuł profesora nadzwyczajnego. 
Był współzałożycielem Stowarzyszenia Miłośników Dawnej Broni i Barwy, jego pierwszym prezesem w latach 1957–1971 i członkiem honorowym od 1972. Twórca i redaktor naczelny kwartalnika „Arsenał” w latach 1957–1958, a później pisma „Studia do Dziejów Dawnego Uzbrojenia i Ubioru Wojskowego”. Od 1975 pełnił funkcję wiceprzewodniczącego Komisji Teorii i Historii Sztuki Oddziału Polskiej Akademii Nauk w Krakowie.
Odznaczony Krzyżem Kawalerskim i Oficerskim Orderu Odrodzenia Polski w 1939 i 1963, Medalem 10-lecia Polski Ludowej w 1955, a także Odznaką „Przodownika Pracy”, również w 1955. Członek honorowy włoskiego towarzystwa bronioznawczego „Accademia di San Marciano” w Turynie od 1962.

## Wydawnictwa zwarte
Zbigniew Bocheński drukiem wydał m.in.:
- Dwór obronny w Dębnie (Kraków 1926)
- Dwór obronny arcybiskupa Władysława Oporowskiego (zm. 1453 r.) w Oporowie pod Kutnem (Kraków 1930)
- Polskie szyszaki wczesnośredniowieczne (Kraków 1930)
- Obrazy Giambattisty Pittoniego w Kościele N P. Marji w Krakowie (Kraków 1934)
- Nowe materjały do zagadnienia polskich szyszaków wczesnośredniowiecznych (Kraków 1935)
- Armaty Oswalda Baldnera (Kraków 1937)
- Krakowski cech mieczników (Kraków 1937)
- Zamek w Dębnie (Warszawa 1948)
- Grupa szabel polskich z drugiej polowy w. XVIII (Kraków 1956)
- Ze studiów nad polska zbroją husarską (Kraków 1960)
- Próba określenia genezy polskiej zbroi husarskiej (Kraków 1964)
- Bechter z roku 1580 i jego pochodzenie na tle typologiczno-porównawczym (Kraków 1971)